# Nicole Becker
Nicole "Nicki" Becker (Buenos Aires, 4 januari 2001) is een Argentijns klimaatactivist en een van de oprichters van Jóvenes por el Clima, een onderdeel van de Fridays for Future-beweging. Ze is een organisator binnen Fridays for Future op internationaal niveau, waar ze ook deelneemt aan het MAPA-initiatief (Most Affected People and Areas) dat werkt met de mensen en gebieden die het meest worden getroffen door klimaatverandering. Ze heeft bij verschillende gelegenheden in het Nationaal Congres gepleit voor de goedkeuring van wetten met betrekking tot klimaatverandering.

## Activisme
Becker was al op jonge leeftijd sociaal geëngageerd en betrokken als feministe bij marsen voor de vrouwen- en mensenrechten in het algemeen, zonder er bij stil te staan over de impact van het milieu. In februari 2019 zag ze op Instagram een video van jonge mensen in Europa die zich mobiliseerden voor de klimaatcrisis. Er werd veel over Greta Thunberg gesproken en de eerste Internationale Mars voor de Klimaatcrisis kwam er net aan op 15 maart 2019. Becker besloot met een paar vrienden Jóvenes por el Clima Argentina, als onderdeel van de Fridays for Future-beweging op te richten en ze mobiliseerden 5000 mensen voor de mars in Argentinië.
Becker is een columnist in verschillende radioprogramma's en in de geschreven pers. Zij werkte mee aan het radioprogramma, Permitido pisar el pasto, op Futuröck radio en ze is in Argentinië vertegenwoordiger van de UNICEF-campagne #UnaSolaGeneración.
In 2019 kreeg ze een beurs om namens de Argentijnse jongeren de VN-Klimaatconferentie van Madrid bij te wonen. In 2020, ter gelegenheid van de tweede verjaardag van het akkoord van Escazú, selecteerden The Access Initiative (TAI), de Economische Commissie voor Latijns-Amerika en het Caribisch gebied (UN ECLAC) en de regering van Costa Rica vijf nieuwe "jeugdkampioenen", als opvolger van David R. Boyd, onder jonge milieuactivisten in Latijns-Amerika en het Caribisch gebied, waaronder Nicole Becker. In maart 2020 kende de Kamer van Afgevaardigden haar een speciale onderscheiding toe als maatstaf voor de nieuwe generaties. In 2021 werd ze door het programma Sanidad y Agua para Todos (SWA) gekozen tot "Jonge Kampioen van het programma". Becker nam in november 2022 deel aan de persconferentie van UNICEF op COP27 in Egypte samen met jonge activiteiten van over de hele wereld.
Begin september 2020 drongen Mitzi Jonelle Tan (Youth Advocates for Climate Action Philippines), Disha Ravi (Fridays For Future India), Laura Veronica Muñoz (Fridays For future Colombia), Nicole Becker en Eyal Weintraub (Jóvenes por El Clima Argentina) namens een generatie jonge klimaat- en milieuactivisten er bij alle openbare financiële instellingen die in november 2020 bijeenkwamen op de Finance in Common Summit op aan om een deadline vast te stellen om te stoppen met het financieren van fossiele brandstoffen.
Becker studeert rechten aan de Universiteit van Buenos Aires.